# Мультибелковый комплекс
Мультибелковый комплекс (или просто белковый комплекс) представляет собой группу, состоящую из двух или более связанных полипептидных цепей. Различные полипептидные цепи могут иметь разнообразные функции. Мультибелковый комплекс отличается от мультиферментного полипептида, тем, что в последнем многочисленные каталитические домены находятся в одной полипептидной цепи.
Белковые комплексы являются формой четвертичной структуры. Белки, входящие в состав белковых комплексов, связаны нековалентными белок-белковыми взаимодействиями, а также различные белковые комплексы имеют различную степень устойчивости в течение времени. Эти комплексы являются краеугольным камнем многих (если не большинства) биологических процессов и вместе они образуют различные типы молекулярных машин, которые выполняют широкий спектр биологических функций. Всё чаще учёные рассматривают клетку в качестве компонента, состоящего из модульных надмолекулярных комплексов, каждый из которых выполняет независимую, дискретную биологическую функцию.
Благодаря близости, скорость взаимодействий и селективность связывания между ферментативным комплексом и субстратами могут быть значительно лучше, что приводит к более высокой клеточной эффективности. Многие из методов, используемых для вскрытия клеток и изолирования белков, по своей природе являются деструктивными для таких крупных комплексов и поэтому часто бывает трудно определить компоненты, входящих в белковый комплекс. Примером белковых комплексов являются протеасомы молекулярной деградации и большинство РНК-полимераз. В стабильных комплексах, крупные гидрофобные взаимодействия между белками обычно скрываются на площади поверхности более, чем 2500 квадратных ангстрем.

## Типы белковых комплексов

### Облигатный и необлигатный белковый комплекс
Если белок может самостоятельно (без участия других белков) образовывать стабильную складчатую структуру in vivo, то комплексы, образованные такими белками, называются «необлигатными белковыми комплексами». Однако некоторые белки не способны самостоятельно создавать стабильную складчатую структуру, но могут входить в состав белкового комплекса, который стабилизирует входящие в него белки. Такие белковые комплексы называются «облигатными белковыми комплексами».

### Временный и постоянный/стабильный белковый комплекс
Временные белковые комплексы образуются и временно разрушаются in vivo, тогда как постоянные комплексы имеют относительно длительный период полураспада. Обычно облигатные взаимодействия (белок-белковые взаимодействия в облигатном комплексе) являются постоянными, тогда как необлигатные взаимодействия оказываются либо постоянными, либо временными. Отметим, что чёткого различия между облигатным и необлигатным взаимодействием не существует, скорее между ними существует континуум, который зависит от различных условий, например, рН, концентрации белка и так далее. Однако существуют важные различия между свойствами временных и постоянных/стабильных взаимодействий: стабильные взаимодействия высококонсервативны, а временные взаимодействия гораздо менее консервативны, взаимодействующие белки по обе стороны стабильного взаимодействия имеют бо́льшую тенденцию к совместной экспрессии, чем те, которые имеют временные взаимодействия (на самом деле вероятность совместной экспрессии между двумя временно взаимодействующими белками не выше, чем между двумя случайными белками), а временные взаимодействия гораздо менее колокализованы (совместно локализованы), чем стабильные взаимодействия. Хотя временные взаимодействия по своей природе являются ограниченными, они очень важны для клеточной биологии: человеческий интерактом богат такого рода взаимодействиями, эти взаимодействия являются доминирующими участниками регуляции генов и передачи сигналов, а белки с внутренне неупорядоченными областями (IDR: области в белке, которые демонстрируют динамические взаимопреобразующие структуры в нативном состоянии) оказываются обогащены временными регуляторными и сигнальными взаимодействиями.

### «Нечёткий» или структурно-беспорядочный белковый комплекс
Нечёткие белковые комплексы имеют более одной структурной формы или динамический структурный беспорядок в связанном состоянии. Это означает, что белки не могут полностью складываться ни в переходные (временные), ни в постоянные комплексы. Следовательно, конкретные комплексы могут иметь неоднозначные взаимодействия, которые меняются в зависимости от сигналов окружающей среды. Таким образом, различные ансамбли структур приводят к различным (даже противоположным) биологическим функциям. Посттрансляционные модификации, белковые взаимодействия или альтернативный сплайсинг изменяют конформационные ансамбли нечётких комплексов для точного подстраивания к аффиности (сродству) или специфичности взаимодействий. Эти механизмы часто используются для регуляции эукариотического механизма транскрипции.

## Эссенциальные (незаменимые) белки в белковых комплексах
Хотя некоторые ранние исследования предполагали сильную корреляцию между эссенциальностью (незаменимостью) и степенью взаимодействия белков (правило «centrality-lethality»), последующие анализы показали, что эта корреляция слаба для бинарных или временных взаимодействий (например, двугибридная система-организм дрожжей). Однако корреляция устойчива для сетей стабильных совместных комплексных взаимодействий. Фактически, непропорционально большое количество незаменимых генов принадлежит белковым комплексам. Это привело к выводу, что эссенциальность — это свойство молекулярных машин (т.е. комплексов), а не отдельных компонентов. Wang et al. (2009) отметили, что более крупные белковые комплексы с большей вероятностью будут эссенциальными, что объясняет, почему незаменимые гены с большей вероятностью будут иметь высокую степень взаимодействия совместных комплексов. Ryan et al (2013) назвали наблюдение за такого рода белковыми комплексами — модульной эссенциальностью. Эти авторы также показали, что комплексы, как правило, состоят либо из незаменимых либо из заменимых белков, а не имеют случайного распределения (см. Рисунок). Однако этот феномен не относится к закону «всё или ничего»: только около 26 % (105/401) дрожжевых комплексов состоят исключительно из незаменимых или исключительно заменимых субъединиц.
У людей гены, чьи белковые продукты принадлежат к одному и тому же комплексу, с большей вероятностью приводят к одному и тому же фенотипу заболевания.

## Определение структуры
Молекулярная структура белковых комплексов может быть определена с помощью экспериментальных методов, таких как рентгеновская кристаллография, анализа отдельных частиц или ядерного магнитного резонанса (ЯМР).